# Хорн, Вилли
Вилли Хорн (17 января 1909 года — 31 мая 1989 года) — бывший немецкий спринт каноист. Принимал участие в соревнованиях по гребле на байдарках и каноэ в конце 1930-х годов. Участник Олимпийских игр 1936 в Берлине.

## Спортивные достижения
В году 1936 году на  летних Олимпийских играх в Берлине завоевал серебряную медаль в дисциплине К-2 разборная, на дистанции 10000 метров. Партнёром Хорна на соревнованиях был немецкий спортсмен Эрих Ханиш.